# Marvel 1602
 (août 2025).
Marvel 1602 est une série de comics créée par Neil Gaiman (scénario) et Andy Kubert (dessin), éditée par Marvel.

## Synopsis
Cette histoire met en scène les héros de l’univers Marvel, replacés dans l'Europe de 1602, au début de la conquête du « Nouveau Monde », l'Amérique où les dinosaures ont survécu. Les mutants y sont persécutés par l’Inquisition, qui les considère comme l'œuvre de Satan.
L'Europe est soumise à d'étranges phénomènes météorologiques qui font craindre à la population l'imminence du Jugement dernier. Le médecin et astrologue de la reine Élisabeth Ire, Stephen Strange (alias le Docteur Strange), découvre que Virginia, la première jeune colon née en Amérique, récemment arrivée en Europe en compagnie de son serviteur indien, dispose de pouvoirs métamorphiques. Il soupçonne la jeune femme d'être liée d'une manière ou d'une autre aux étranges conditions climatiques. Ses doutes sont en partie confirmés lorsque Le Gardien, un extra-terrestre qui observe et consigne tous les phénomènes de l'Univers, lui révèle qu'un événement imprévu qui s'est déroulé 16 ans auparavant a mis en branle une série de phénomènes qui ont eu pour effet de faire apparaître des personnages et des mutants près de 400 ans trop tôt par rapport au cours normal des choses.
Strange tente de comprendre le phénomène mais la mort de la reine contrecarre ses plans. Son successeur Jacques Ier le considère comme traître au royaume et le fait décapiter. Usant de sa magie, il parvient à demeurer suffisamment longtemps en vie pour pouvoir empêcher l'événement fondateur de se produire : l'arrivée inopinée d'un Captain America exilé dans le passé pour sédition envers son gouvernement. Strange arrive à user des pouvoirs des mutants pour renvoyer Captain America contre son gré dans son époque. Le passé s'en trouve alors modifié : Virginia meurt ainsi prématurément dans son enfance au lieu de vivre et de fonder une famille dont l'histoire a abouti à envoyer Captain America en 1602.
L'équilibre étant rétabli, les mondes concernés par le déséquilibre sont sauvés et Strange peut rendre son dernier soupir en paix.

## Personnages
- Sir Nicholas Fury (Nick Fury)
- Peter Parquagh (Spider-Man)
- Stephen Strange
- Virginia Dare, première enfant née de colons en Amérique
- Rojhaz (Captain America)
- Matthew Murdoch (Daredevil)
- Carlos Javier (Professeur Xavier)
- Comte Otto Von Fatalis (Docteur Fatalis)
- Natasha (Veuve Noire)
- Le Grand Inquisiteur (Magnéto)
- Petros (Vif-Argent)
- Wanda (la Sorcière Rouge)
- Angel (Angel)
- McCoy (Le Fauve)
- John/Jean Grey
- Scotius Summerisle (Cyclope)
- Robert Trefusis (Iceberg)
- Les Quatre Fantastiques
- Thor/Donal
- David Banner (père de Bruce Banner alias Hulk)

## Publication en version originale
- 1602 (8 numéros, novembre 2003 - juin 2004)
- 1602: New World (5 numéros, 2005)
- Marvel 1602: Fantastick Four (5 numéros, novembre 2006 – mars 2007)
- Spider-Man: 1602 (5 numéros, 2010)

## Publication en français
Initialement éditée aux États-Unis en 8 numéros, la série 1602 est sortie chez Marvel France sous la forme de 2 albums regroupant chacun 4 épisodes. Dans la même collection « 100 % Marvel » paraissent par la suite la mini-série dérivée 1602: New World écrite par Greg Pak et dessinée par Greg Tocchini, constituant la suite directe de l'histoire de Neil Gaiman, puis la traduction de Marvel 1602: Fantastick Four.
1. Complots et Maléfices (2004)  (ISBN 978-2845383036)
2. Le Secret des Templiers (2004)  (ISBN 978-2845383548)
3. Le Nouveau Monde (2006)  (ISBN 978-2845387270)
4. Les Fantastick (2007)  (ISBN 978-2809401370)
5. Spider-Man 1602 (2014)  (ISBN 978-2809439946)

## Apparitions dans d'autres médias
La série a vaguement été adaptée dans l'épisode 8 de la saison 2 de What If...? « Et si... les Avengers se rassemblaient en 1602 ? » diffusé sur Disney+ en 2023.